# Cantonul Vic-en-Bigorre
Cantonul Vic-en-Bigorre este un canton din arondismentul Tarbes, departamentul Hautes-Pyrénées, regiunea Midi-Pyrénées, Franța.

## Comune
| Comune                | Populație (1999) | Cod poștal | Cod INSEE |
| --------------------- | ---------------- | ---------- | --------- |
| Andrest               | 1 229            | 65390      | 65007     |
| Artagnan              | 433              | 65500      | 65035     |
| Caixon                | 377              | 65500      | 65119     |
| Camalès               | 385              | 65500      | 65121     |
| Escaunets             | 93               | 65500      | 65160     |
| Marsac                | 195              | 65500      | 65299     |
| Nouilhan              | 175              | 65500      | 65330     |
| Pujo                  | 109              | 65500      | 65372     |
| Saint-Lézer           | 333              | 65500      | 65390     |
| Sanous                | 75               | 65500      | 65403     |
| Siarrouy              | 387              | 65500      | 65425     |
| Talazac               | 67               | 65500      | 65438     |
| Vic-en-Bigorre        | 5 410            | 65500      | 65450     |
| Villenave-près-Béarn  | 52               | 65500      | 65476     |
| Villenave-près-Marsac | 43               | 65500      | 65477     |